# Stanton Hill
Stanton Hill – wieś w Anglii, w hrabstwie Nottinghamshire, w dystrykcie Ashfield. Leży 24 km na północny zachód od miasta Nottingham i 198 km na północny zachód od Londynu.